# 빌런의 나라
《빌런의 나라》는 2025년 3월 19일부터 2025년 4월 24일까지 방송했던 KBS 2TV 수목 시트콤이었다.

## 기획 의도
K-줌마 자매와 똘끼 충만 가족들의 때론 거칠면서도 때론 따뜻한 일상을 담은 시추에이션 코미디 시트콤

## 제작진

### 제작사
- 스튜디오플럼

### 제작
- 황보람
- 임영진

### 극본
- 채우
- 박광연

### 연출
- 김영조
- 최정은

## 등장 인물

### 1803호 나라네
- 오나라 : 오나라 역 - #알파피메일 #오로지전진 #모든건오나라법대로

현철의 아내, 유진의 언니. 이나와 영훈의 어머니. 강과 바다의 이모. 진우의 처형.
- 서현철 : 서현철 역 - #센서티브맨 #각종염려증보유 #천년만년부장

나라의 남편, 이나와 영훈의 아버지. 유진의 형부. 강과 바다의 이모부.
- 한성민 : 서이나 역 - #술이술이말술이야 #썸남수집가 #상여자특

나라네 첫째딸, 영훈의 누나. 유진의 조카.
- 정민규 : 서영훈 역 - 천진난만깨발랄청소년 #청순한뇌구조 #인생최대흑역사생성중

나라네 둘째아들, 이나의 남동생. 유진의 조카. 승찬과 민준의 친구.

### 1804호 유진네
- 소유진 : 오유진 역 - #말빨만좋은헛똑똑이 #건강음식집착증 #오나라담당일진

나라의 여동생, 현철의 처제. 진우의 아내. 이나와 영훈의 이모. 강과 바다의 어머니.
- 송진우 : 송진우 역 - 하이텐션보이 #열정폭주기관차 #유진바라기

유진의 남편, 강과 바다의 아버지. 나라의 제부. 현철의 동서. 이나와 영훈의 이모부.
- 은찬 : 송강 역 - #앞구르기뒤구르기하고봐도 #얼굴천재 #인생최대난제마주침

유진네 첫째 아들, 바다의 형. 나라와 현철의 조카.
- 조단: 송바다 역 - #겉은초딩속은아재 #음식앞에선영락없는초딩 #아빠보다엄마닮아서다행

유진네 둘째 아들, 강의 남동생. 초딩답지 않은 어른미를 장착한 귀여운 카사노바. 나라와 현철의 조카.

### 오씨네 가족들
- 박영규 : 오영규 역 - #자유로운 예술가 #멋쟁이신사 #아직도가슴이뛴다

나라와 유진 자매의 아버지, 광자의 전남편. 강&바다&이나&영훈의 외할아버지. 현철과 진우의 장인.
- 신신애 : 최광자 역 - #높을 최 #미칠 광 #사람 자

나라와 유진의 어머니, 현철과 진우의 장모. 강&바다&이나&영훈의 외할머니. 영규의 전처.

### 평화고 친구들
- 최예나 : 구원희 역 - #구원은셀프 #인생최대암흑기 #어쩌다기생충

영훈의 고등학교 동창, 세린과 같은반 동급생.
- 김단아 : 배세린 역 - #2학년3반퀸카

원희와 같은반 동급생이자 고등학교 동창
- 김하늘 : 제갈민준 역 - #2학년3반바보삼인방

영훈과 승찬의 친구이자 같은반 동급생
- 김유준 : 맹승찬 역 - #2학년3반바보삼인방

영훈과 전교 꼴지를 앞다투는 자약두바(자존심 약한 두 바보) 중 1인, 영훈과 민준의 친구이자 같은반 동급생.

### 미온 코스메틱 사람들
- 김덕현: 김상무 역 - 현철의 직속상사
- 장연우 : 고지석 역 - #기획2팀대리

제 것을 절대로 남과 공유하지 않고 카라멜 하나 쉽게 주지 않는 이 시대의 최고 짠돌이
- 이푸름 : 조사원 역 - #기획2팀사원

Z세대 대표를 자처하는 입사 1년차 사원, 이서의 직장 동료.

### 그외 사람들
- 노민우 : 차빈 역 - #킹오브연예인 #뒤로만걷는남자

연예인 아우라를 자랑하는 수려한 외모와 넘사 피지컬을 겸비한 연예인 오브 연예인
- 박탐희 : 김미란 역 - #금기의사랑에가슴이뛴다

남편과 이혼한 후 보험사 일을 하며 끊임없이 연애를 해온 나비부인, 나라의 고등학교 동창.
- 은유리 : 백여신 역 - 1004호로 이사온 전직 가수.

### 기타 인물
- 미상 : 구원희의 친구 역
- 미상 : 정의갑의 아내 역
- 미상 : 영규의 지인 역
- 미상 : 원희의 아빠 역
- 미상 : 원희의 엄마 역
- 미상 : 헬멧 남 역
- 미상 : 계주 역
- 미상 : 사채업자 역
- 미상 : 회사 내 간부 역
- 미상 : 젊은 여사원 역

### 특별출연
- 정웅인 : 의사 역
- 정의갑 : 정의갑 역 - 전무
- 주용만 : 박화백 역
- 김강우 : 강우 역

## 시청률
최저 시청률과 최고 시청률은 시청률 조사회사와 지역별로 시청률에 차이가 있을 수 있습니다.
| 2025년    | 2025년   | 2025년         | 2025년       | 2025년 |
| 회차      | 방송일   | AGB 시청률     | AGB 시청률   |        |
| 회차      | 방송일   | 대한민국(전국) | 서울(수도권) |        |
| --------- | -------- | -------------- | ------------ | ------ |
| 제1-2회   | 3월 19일 | 2.7%           | -            |        |
| 제3-4회   | 3월 20일 | 2.1%           | -            |        |
| 제5-6회   | 3월 26일 | 1.5%           | -            |        |
| 제7-8회   | 3월 27일 | 2.3%           | -            |        |
| 제9-10회  | 4월 2일  | 1.6%           | -            |        |
| 제11-12회 | 4월 3일  | 1.3%           | -            |        |
| 제13-14회 | 4월 9일  | 1.5%           | -            |        |
| 제15-16회 | 4월 10일 | 1.6%           | -            |        |
| 제17-18회 | 4월 16일 | 1.4%           | -            |        |
| 제19-20회 | 4월 17일 | 1.6%           | -            |        |
| 제21-22회 | 4월 23일 | 1.3%           | -            |        |
| 제23-24회 | 4월 24일 | 1.4%           | -            |        |

## 참고 사항
- 초기 보도에서 '〈모던 패밀리〉 한국판'이라는 표현을 사용하면서 한국판 리메이크 버전이냐는 추측도 있었으나 리메이크 작품은 아닌 것으로 보인다. 최초 보도는 해당 내용을 수정하였지만 2차로 받아쓴 보도들과 블로그 글 때문에 커뮤니티 등에 리메이크라는 오보가 그대로 퍼지기도 했었다.